# Río Panaro
El Panaro (Scultenna, en latín; Panèra, en modenés) es un río de la Italia septentrional, con una longitud de 148 km. Es el último afluente por la derecha y en términos absolutos del Po, si se exceptúa el Cavo Napoleónico que en realidad es un afluente artificial sólo durante cortos períodos en ocasiones de las mayores crecidas del Reno). Recorre la región de Emilia-Romaña en dirección noreste: desde su naciente cerca de la divisoria de los Apeninos, donde Emilia-Romaña limita con la Toscana, a su desembocadura donde el Po marca el límite de la región con el Véneto.
Por longitud total es el tercer afluente por la derecha del Po después del Tanaro y el Secchia, pero por caudal es el cuarto, precedido por estos últimos y el Trebbia. Oscila entre períodos de sequía en verano y su plenitud en la primavera y el otoño. Finalmente, por la extensión de su cuenca (2.292 km²) es el segundo tras el Secchia.
El río tiene sus orígenes en los Apeninos septentrionales, en la porción modenesa de un vasto (50 km) y complejo conjunto de ríos y torrentes que descienden por las laderas apenínicas. Los nacientes de muchos de estos cursos de agua están a cotas superiores a los 1.500 m s. n. m., altura considerable para un río de los Apeninos. Su fuente más remota que le hace alcanzar los 148 km sería el Rio delle Tagliole, surge en Foce a Giovo, Monte Rondinaio, a unos 12 km al suroeste del pico más alto de los Apeninos tosco-emilianos, el Monte Cimone (2.165 m s. n. m.). Desde aquí fluye valle abajo en dirección noreste. En Pievepelago (en la provincia de Módena) cambia su nombre por el de Scoltenna. Sólo en el territorio de Pavullo nel Frignano asume finalmente la denominación de Panaro. El curso del Panaro propiamente dicho tiene así una longitud de 115 km y empezaría a partir de la confluencia de los dos torrentes, el Scoltenna (que es el más largo) y el Leo. En esta zona marca la frontera entre las comunidades de Montana del Frignano y Montana dell’appennino Modena Est. Cerca de Módena, se une al Naviglio de Módena y se hace navegable hasta su desembocadura en el Po, un poco al oeste de Ferrara. Atraviesa Vignola, Finale Emilia y Bondeno. 
Ha de señalarse que en muchos textos geográficos de hace algunos decenios aparece una longitud total de 166 km que, seguramente incluye en el cálculo de la longitud total del río la naciente del Rio delle Tagliole más alejada de la desembocadura, pero no tiene en cuenta el hecho de que el tramo de llanura del Panaro ha sido objeto a menudo de rectificaciones y modificaciones posteriores al imponerse obras de drenaje que han modificado el curso y la longitud. Sólo de esta manera puede explicarse una diferencia de 18 km entre las dos medidas oficiales.
De particular interés histórico y artístico es el puente de Olina, construido en el año 1522, que cruza el río cerca de la pequeña localidad del mismo nombre, en el municipio de Pavullo nel Frignano.